# Вулиця Вороного (Львів)
Вулиця Вороно́го — вулиця у Галицькому районі міста Львів, у межах історичного центру. Пролягає від площі Міцкевича до площі Маланюка. Прилучаються вулиці Руданського, Павла Ковжуна та Ференца Ліста.

## Назви
На початку XIX століття це була вузенька стежечка, яка пролягала за щойно збудованим готелем «De Russie». 1816 року готель переходить у власність Жоржа Гоффмана, а від другої половини ХІХ століття готель стали називати «Жорж», а цю вуличку «Гоффманською» — на честь Гоффманів — власників готелю.
У 1871 році вулицю було перейменовано на «Круту», у 1903 році перейменовано на честь польського письменника Генрика Сенкевича.
У листопаді 1941 року була перейменована на «Діхтерштрассе» (нім. Dichterstraße — вулиця поетів), а в липні 1944 року їй була повернена попередня назва. 1950 року чергове перейменування і вулиця отримує назву — вулиця Климента Тимірязєва. Сучасну назву вулиця отримала у 1992 році, на честь українського письменника, режисера та актора Миколи Вороного.

## Забудова
Основна забудова вулиці припала на початок XX століття, переважають стилі класицизм та історизм. Переважна більшість будинків на вулиці є пам'ятками архітектури місцевого значення.

### З непарного боку вулиці
№ 1 — за часів Польщі у будинку містилися ательє дамських капелюхів Подсонської та перукарня Пюрцеля.
№ 3 — чотириповерховий кутовий будинок зведений у 1908—1909 роках у стилі модерн, за проєтом архітектора К.  Отто (за іншими джерелами автором проєкту був Ян Шульц). Фасад будинку багато декорований: вікна другого поверху оздоблені лиштвами та геометричними рельєфами у вигляді кіл та смуг, вікна третього поверху декоровані плоскими лиштвами, трьома табличками по боках та стилізованим замковим каменем, прикрашеним переплетеним листям лавру. Вікна четвертого поверху не мають декорування, лише з'єднані трьома легковиступаючими рельєфними смугами. У простінках розташовані щедро оздоблені виступаючі лопатки — на них рельєфно зображені круглі лаврові вінки, під якими до низу спрямовані по три канелюри, а зверху — звивисті стрічки, що закінчуються жіночими маскаронами, заквітчаними квітами барвінку. Випнутий карниз підтримують масивні консолі, по дві над кожним з маскаронів. На другому та третьому поверхах розташовані балкони, оперті на декоративні консолі, на кожному з балконів — по дві балконні двері, простінок між якими прикрашений рельєфним пластом з лаврового вінку, стрічок та гірлянд. Ковані огорожі балконів симетричні, на балконі другого поверху центральним елементом є круглий медальйон, прикрашений стилізованими крилами метелика (цей малюнок зустрічається і в декорі кованих елементів сходової клітки), на балконі третього поверху — стіжкоподібні елементи та геометричний декор, подібний до декору віконних лиштв другого поверху. На торці будинку розміщені пари вікон, півовальний балкон на третьому поверсі та вигадливий фронтон. Вхід до будинку — дерев'яна брама з ажурними прорізами у вигляді павиного хвоста, розбитого серця та кола. Цікавими елементом внутрішнього декору будинку є оригінальний вітраж сходової клітки, виконаний у техніці травлення скла.
За Польщі у будинку містилася випозичальня фільмів «Вікторія», ательє дамських капелюхів Земняк, а також тут містилася гуртівня «Кольоніяльної спілки акційної», що займалася гуртовим продажем сиру, паленої (смаженої) кави, цейлонським чаєм, какао, цикорієм, милом, крохмалем, шоколадом тощо. За радянських часів тут функціював валютний магазин «Каштан». У 1990-х роках у будинку засновано часопис «За Вільну Україну». За цією ж адресою від 2011 року працює новий надсучасний магазин клубної символіки «Фанат», у якому можна переглянути музейну експозицію, присвячену історії та здобуткам львівських «Карпат». Також тут розташований Львівський обласний молодіжний центр праці, заснований у травні 2001 року, який займається зайнятістю та навчальними програмами для молоді та заохочує до міжнародної співпраці в сфері культури та освітніх програм.

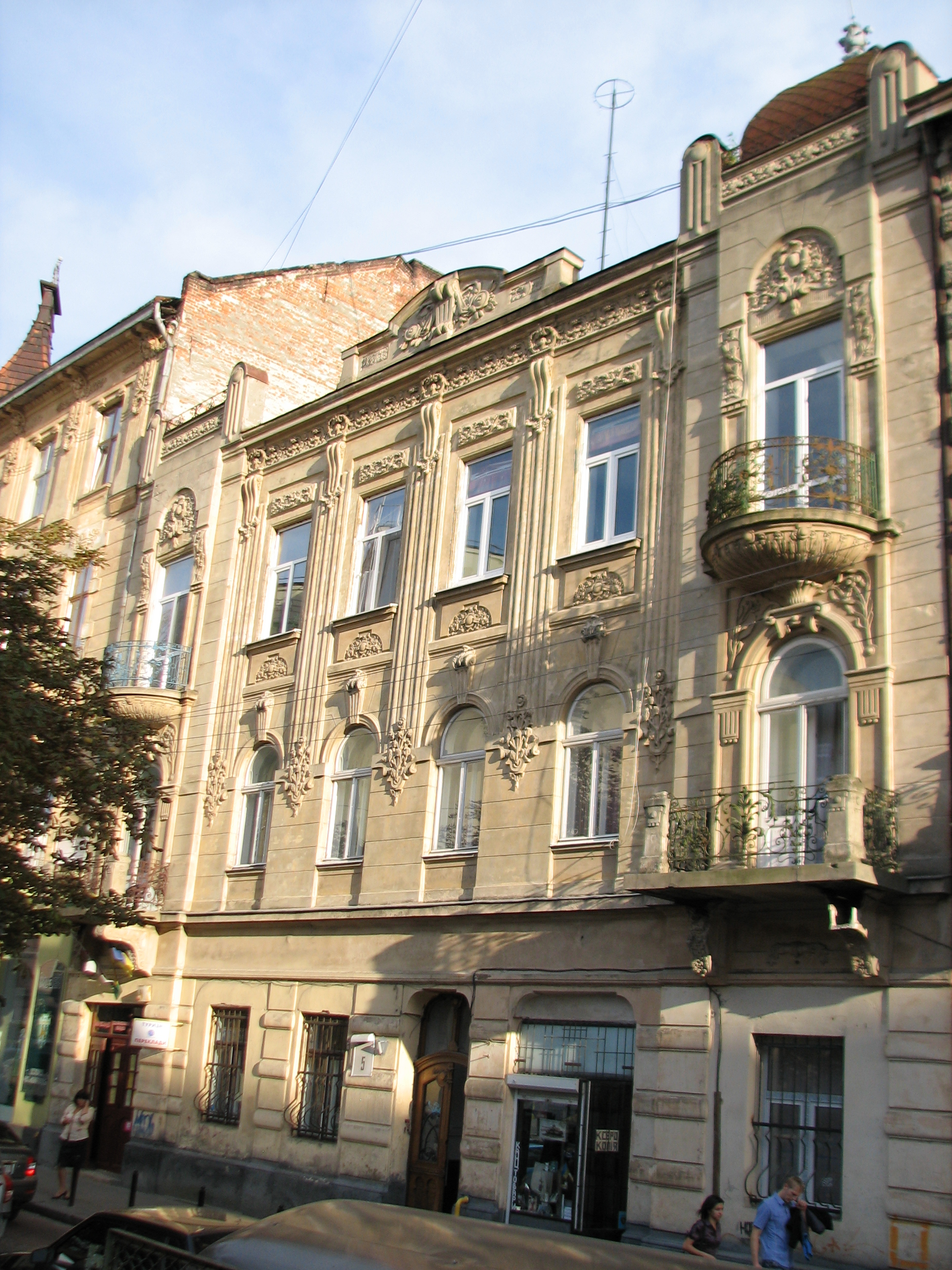
Будинок № 5

№ 5 — будинок зведений у 1909 році за проєктом архітектора Едварда Скавінського. Будинок має три поверхи, на другому і третьому поверхах — по шість вікон та по два балкони з кованими огорожами. Фасад щедро декорований, прикрашений плоским рустом, вгорі завершується фризом, декорованим орнаментом з квіток соняшника та маленьких кошиків, та розвинутим карнизом. Вікна другого поверху мають півциркульне завершення, увінчане стилізованим замковим каменем, балкони прямокутні, оперті на масивні кронштейни з рослинним декором, міжвіконний простір прикрашений рельєфами у вигляді гілки соняшника з трьома квітками та візуально об'єднаний з вікнами третього поверху канелюрованими лопатками, що тягнуться від рельєфів угору. Вікна третього поверху прямокутні, під вікнами — рельєфна полиця з декором із картуша, обвитого дубовим листям, над вікнами — прямокутні декоровані сандрики. Балкони третього поверху півкруглі, оперті на мушлю. Сходова клітка будинку декорована вітражем у техніці травлення скла. Будинок є пам'яткою архітектури місцевого значення № 1035-м.
За Польщі у будинку знаходилася перукарня Дворжанської. Нині в будинку міститься офіс ПрАТ «Західний регіональний центр туризму», магазин для рукоділля «Арт Скринька».

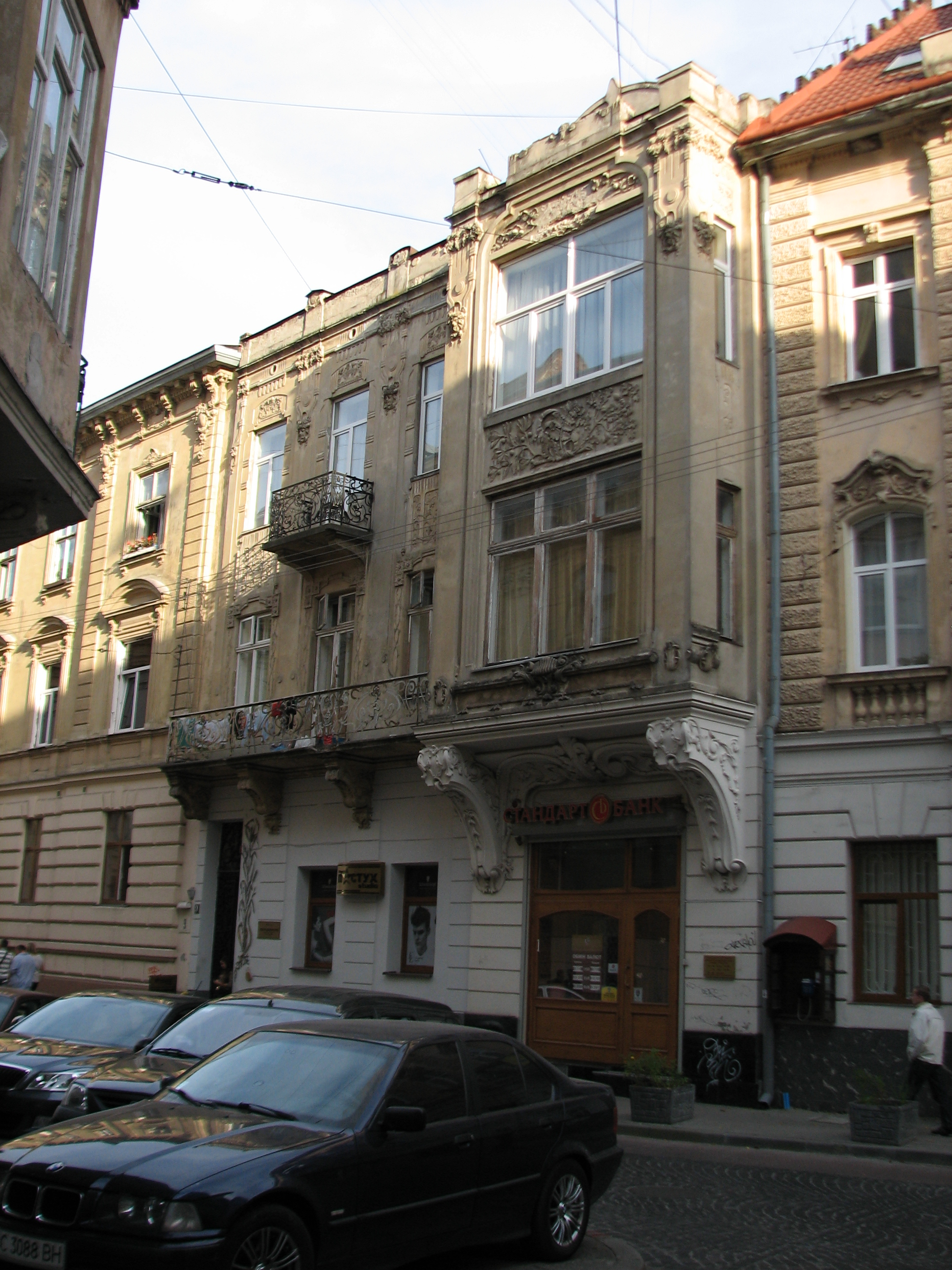
Будинок № 9

№ 9 — триповерховий житловий будинок зведений у 1904—1905 роках (за іншими даними — у 1907 році) у стилі модерн і є унікальним зразком львівської сецесії. Фасад будинку асиметричний, праве крило виділяється випнутим еркером на другому та третьому поверхах, який підтримують масивні консолі з бароковою ліпниною. В еркері на кожному з поверхів — велике вікно, між ними розміщена прямокутна рельєфна вставка, що зображує букет з гілок папороті, дуба та лавра. Центральний вхід закритий кованою брамою, у декорі якої використані звивисті лінії та завитки стебел, що повторюються у візерунку кованих огорож балконів. Справа від брами на всю висоту входу вміщено стилізоване зображення очерету з корінням, листям і цвітом. Стіни першого поверху декоровані рустованим каменем, вікна прямокутні. На другому та третьому поверхах — по три прямокутні вікна, об'єднані між собою рельєфним рослинним декором, нанесеним на плоскі лиштви, що оточують вікна. Вікна другого поверху прикрашені з кожного з боків двома пагонами, що в'ються між собою і завершуються трьома стилізованими ромашками. Балкон другого поверху витягнений вздовж фасаду та опертий на масивні консолі. Між вікнами другого і третього поверхів розмішені рельєфи з рослинним сецесійним декором, у центрального вікна — невеликий прямокутний балкон із сецесійною кованою огорожею. Простінки між вікнами прикрашені лопатками з жіночими маскаронами, оточеними вінком з листя і квітів. В інтер'єрі будинку збереглося оригінальне оздоблення сходової клітки, зокрема, вітраж, виконаний у техніці розпису керамічними фарбами «шварцлот» по фактурному склу, та дверей до помешкань. Первісно будинок був зведений для офісу нафтової фірми. Автором проєкту був архітектор Юзеф Пйонтковський.
Будинок був збудований для потреб нафтової компанії. У 1918—1939 роках тут працювало консульство Великої Британії та молочарня Пшестшельської. Будинок є пам'яткою архітектури місцевого значення № 721-м.
10 жовтня 2016 року, у рамках проєкту «Львів дипломатичний», відбулося відкриття на будинку інформаційної таблиці консульства Великої Британії, яке працювало тут у 1918—1939 роках.

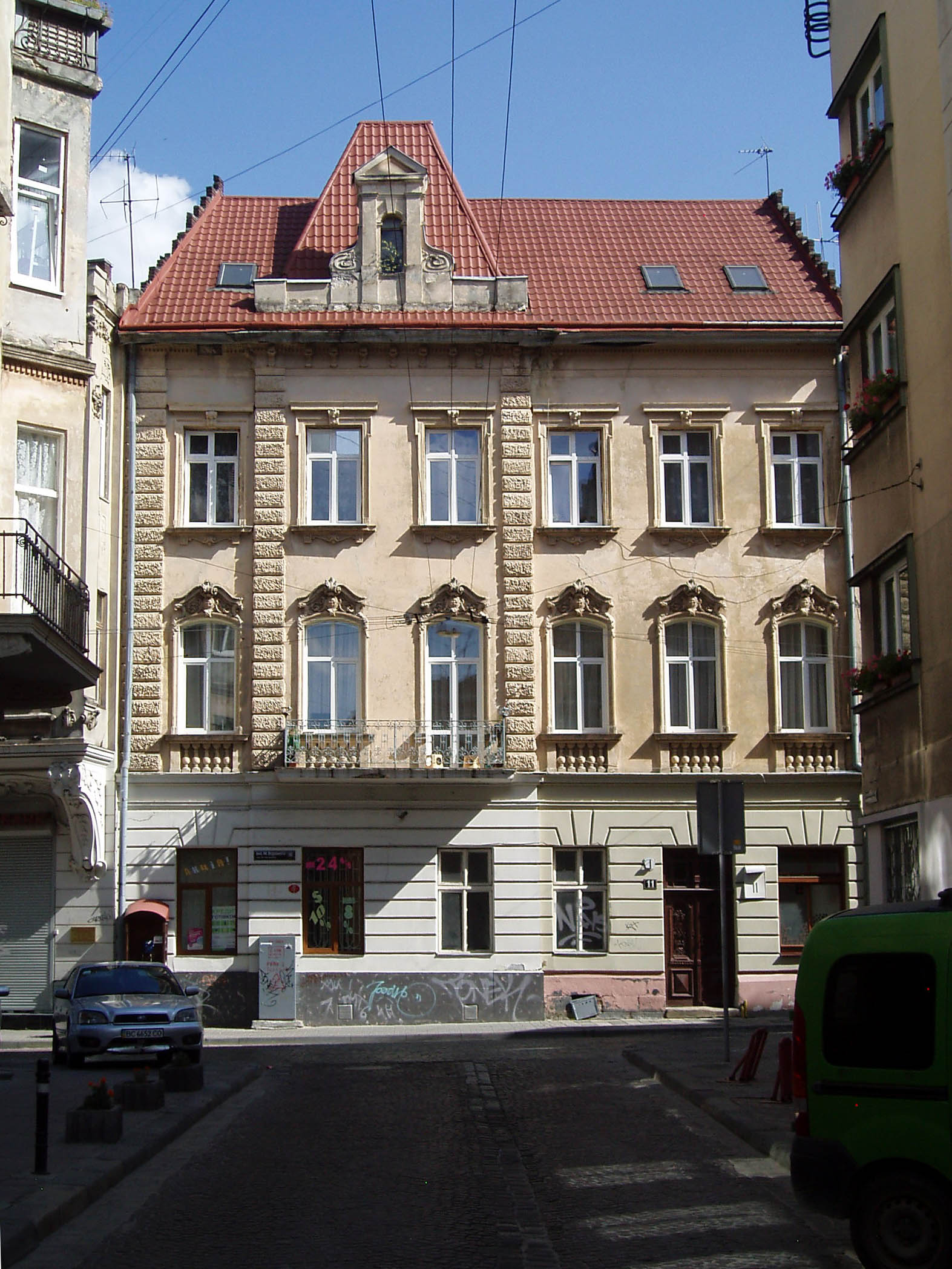
Будинок № 11

№ 11 — триповерховий будинок зведений у XIX столітті у стилі неокласицизму з елементами еклектики. Фасад — майже симетричний, симетрію порушує лише вхідна брама у правій частині, а зліва — ледь виступаючий ризаліт, акцентований балконом з ажурною кованою решіткою на рівні другого поверху. Вікна першого поверху мають ледь видовжену прямокутну форму, над ними — імітація замкового каменю, виконана за допомогою лопаткового русту, яким оздоблений фасад першого поверху. Другий та третій поверхи відокремлені від першого гладким фризом та профільованим карнизом, а також оздоблені гладким тиньком. Вікна другого поверху мають дуговидне завершення, пишно декоровані профільованими лиштвами із завитками рокайля, що підтримують фігурний рельєфний сандрик із картушем, оточеним акантами. Підвіконня оперті на п'ятиколонні пояски. Вікна третього поверху прямокутні, оперті на фігурну поличку та оздоблені замковим каменем. Фасад завершується розкрепованим карнизом з модульонами та вертикально видовженим фронтоном, розташованим над ризалітом. Фронтон має прямокутну з півциркульним завершенням люкарну та дві волюти по боках. Будинок є пам'яткою архітектури місцевого значення № 298-м.

### З парного боку вулиці
№ 2 — триповерховий будинок, від якого залишилася лише половина, оскільки його частина була свого часу розібрана. Будинок належав баронам Бруницьким. В портері будинку, за Польщі, містилися шинок «Під гуралем» та ательє дамських капелюхів «Емілія».
За радянських часів будинок ще тривалий час був житловим. У 1970-х роках ЛОО «Спілка художників України» відселила за свій кошт мешканців п'яти квартир із флігельної прибудови. Проведено капітальний ремонт та укріплено перекриття і фасади будинку. На першому поверсі будинку відчинив двері магазин-салон «Художник».
Наприкінці 1990-х років, керівник магазину уклав із міськрадою угоду на оренду, тим самим визнаючи, що будівля належить містові. 1998 року, Кабмін України видав постанову про передачу 1-го поверху будинку ЛОО «Спілка художників України». Міська рада ж продала флігель, який був прибудований до будинку, «Ексімбанкові», який тоді вже займав сусідню будівлю на пл. Міцкевича, 4. Почалася тривала судова тяганина. Свого часу банк намагався домовитися із «Художником» і запропонував магазину-салону орендувати приміщення в будинку, який має бути спорудженим на місці флігеля, проте пропозиція не знайшла підтримки. 2005 року суд вирішив призупинити дії судових виконавців, адже потрібно юридично визначитися, хто ж є власником скандального об'єкту. Спілка намагається довести, що приміщення належить саме їй. Пізніше приміщення орендовано ТзОВ «Суматра-ЛТД», де було відкрито магазин краси та здоров'я ТМ «КОСМО». Нині приміщення займає відділення КБ «УкрСиббанк».
№ 4 — оригінальна будівля до наших часів не збереглася, оскільки її було зруйновано під час другої світової війни, за радянських часів цю адресу отримав галузевий Будинок культури працівників торгівлі, який нині не функціонує, а майданчик перед будівлею нині використовується як стихійний майданчик для паркування автомобілів.
6 липня 2018 року, виконавчий комітет ЛМР погодив детальний план території, що передбачає будівництво готелю з підземним паркінгом зі знесенням нежитлової будівлі на вул. Вороного, 4. Поверховість майбутнього готелю становитиме 6 поверхів. За попередніми підрахунками, у підземному паркінгу буде 64 паркомісця, а у готелі буде від 120 до 154 номерів.
№ 6 — будинок зведений у 1905 році у стилі неокласицизму. Будинок чотириповерховий, оздоблений лопатковим рустом, на рівні другого поверху — суцільний балкон, що тягнеться вздовж всього фасаду будинку. Простінки між вікнами другого та третього поверхів прикрашені гладкостінними пілястрами, що завершуються капітелями коринфського ордеру. Вікна третього та четвертого поверхів розмежовуються карнизом з модульонами. Боковий флігель підкреслює асиметричний план споруди, він має увігнуту чотиригранну форму, широкі ворота із заокругленими кутами, увінчується фронтоном з півциркульним вікном-люкарною та декорований на торцях пілястрами.
Саме з цього будинку можна було зайти до пасажу Миколяша. Це торгова галерея, яка була прототипом сучасних торгових центрів і виходила на вулицю Коперника та вулицю Вороного. Пасаж був зведений у 1898—1900 роках та зруйнований під час бомбардування Львова у 1939 році.
Від 1953 року в будинку знаходиться навчальний корпус Львівського технікуму легкої промисловості (нині — Львівський коледж індустрії моди КНУТД), створеного у 1944 році та переведеного сюди з будівлі на вул. Пекарській, 9.

## Цікаві факти
- У 2002 році, при впорядкуванні вулиці, був знайдений фрагмент керамічного посуду доби середньовіччя.
- Коли у 1903 році вулицю перейменували на честь Генрика Сенкевича, то був рідкісний випадок в історії Львова: вулицю назвали іменем ще живої людини, яка не належала до королівської родини і не мала власності на цій вулиці.
- Існує цікава історія про шинок «Під гуралем». Біля шинка можна було бачити характерну постать у довгому плащі та круглому капелюсі — це був знаний у Львові барончик, колишній спадкоємець великих маєтків, який тепер виконував приватні доручення постояльців готелю «Жорж». В очікуванні заробітку він міг стояти на розі тротуару цілими годинами нерухомо і ніби для симетрії, з іншого боку тротуару, біля готелю так само стояв приручений птах марабу.